# Lupierro
Lupierro es un despoblado que actualmente forma parte de los concejos de Nanclares de la Oca y Ollávarre, que forman parte del municipio de Iruña de Oca, en la provincia de Álava, País Vasco (España).

## Toponimia
A lo largo de los siglos ha sido conocido con los nombres de Lupierno y Luperho.

## Historia
Documentado desde 1025, a mediados del siglo XIX sólo quedaba una casa en tierras de Ollávarre que servía de fonda para los viajeros de la cercana carretera nacional (actual Autovía del Norte).
Actualmente sus tierras son conocidas con el topónimo de Lupierro.